# Torneo Interbritannico 1928
Il Torneo Interbritannico 1928 fu la quarantesima edizione del torneo di calcio conteso tra le Home Nations dell'arcipelago britannico. Il torneo fu vinto dal Galles.

## Risultati
| Data             | Luogo   | Squadra 1   | Risultato | Squadra 2   |
| ---------------- | ------- | ----------- | --------- | ----------- |
| 22 ottobre 1927  | Belfast | Irlanda     | 2 - 0     | Inghilterra |
| 29 ottobre 1927  | Wrexham | Galles      | 2 - 2     | Scozia      |
| 28 novembre 1927 | Burnley | Inghilterra | 1 - 2     | Galles      |
| 4 febbraio 1928  | Belfast | Irlanda     | 1 - 2     | Galles      |
| 25 febbraio 1928 | Glasgow | Scozia      | 0 - 1     | Irlanda     |
| 31 marzo 1928    | Londra  | Inghilterra | 1 - 5     | Scozia      |

## Classifica
| Pos | Squadra     | Pti | G | V | N | P | GF | GS |
| --- | ----------- | --- | - | - | - | - | -- | -- |
| 1   | Galles      | 5   | 3 | 2 | 1 | 0 | 6  | 4  |
| 2   | Irlanda     | 4   | 3 | 2 | 2 | 1 | 4  | 2  |
| 3   | Scozia      | 3   | 3 | 1 | 1 | 1 | 7  | 4  |
| 4   | Inghilterra | 0   | 3 | 0 | 0 | 3 | 2  | 9  |

## Vincitore
| Campione 1928 Galles |